# Организация экономического сотрудничества и развития
Организа́ция экономи́ческого сотру́дничества и разви́тия (сокр. ОЭСР, англ. Organisation for Economic Co-operation and Development, OECD) — международная экономическая организация развитых стран, признающих принципы представительной демократии и свободной рыночной экономики.
Создана в 1948 году под названием Организа́ция европе́йского экономи́ческого сотру́дничества (англ. Organisation for European Economic Co-operation, OEEC) для координации проектов экономической реконструкции Европы в рамках плана Маршалла.
Штаб-квартира организации располагается в Шато-де-ла-Мюэтт, в Париже. Генеральный секретарь (с 1 июня 2021 года) — Матиас Корманн (Австралия).
Руководящим органом ОЭСР является совет представителей стран — членов организации. Все решения в нём принимаются на основе консенсуса.
По данным на 2011 год, в странах ОЭСР проживало 18 % населения мира.

## Члены ОЭСР
В 1960-е годы состав и географические рамки ОЭСР расширились, и, по состоянию на май 2021 года, в организацию входят 38 государств, в том числе большинство государств — членов ЕС. В работе организации также принимает участие на правах отдельного члена Европейская комиссия (орган Евросоюза).
На долю государств — членов ОЭСР приходится около 60 % мирового ВВП. Государства, для которых не указана дата вступления в ОЭСР, стали её членами в 1961 году.
- Австралия (7 июня 1971)
- Австрия
- Бельгия
- Великобритания
- Венгрия (7 мая 1996)
- Германия
- Греция
- Дания
- Израиль (7 сентября 2010)[8]
- Ирландия
- Исландия
- Испания
- Италия
- Канада
- Колумбия (28 апреля 2020)[9]
- Коста-Рика (25 мая 2021)[10]
- Латвия (2 июня 2016)
- Литва (30 мая 2018)
- Люксембург
- Мексика (18 мая 1994)
- Нидерланды
- Новая Зеландия (29 мая 1973)
- Норвегия
- Польша (22 ноября 1996)
- Португалия
- Словакия (14 декабря 2000)
- Словения (21 июля 2010)[8]
- США
- Турция
- Финляндия (28 января 1969)
- Франция
- Чехия (21 декабря 1995)
- Чили (7 мая 2010)[11]
- Швейцария
- Швеция
- Эстония (3 июня 2010)[12]
- Республика Корея (12 декабря 1996)
- Япония (28 апреля 1964)

ОЭСР осуществляет обширную аналитическую работу, вырабатывает рекомендации для стран-членов и служит платформой для организации многосторонних переговоров по экономическим проблемам. Значительная доля деятельности ОЭСР связана с противодействием отмыванию денег, уклонению от уплаты налогов, коррупции и взяточничеству. При участии ОЭСР были выработаны некоторые механизмы, призванные положить конец практике создания рядом государств так называемых «налоговых оазисов».

## Планы расширения организации
В 1996 году заявки на приём в члены ОЭСР подали постсоветские страны: Россия, Эстония, Латвия и Литва. ОЭСР ответила на них отказом. Позже Эстония (в 2010 году), Латвия (в июне 2016 года) и Литва (30 мая 2018 года; окончательное выполнение условий полноправного членства страны произошло 5 июля 2018 года) вступили в ОЭСР, тогда же Колумбии было направлено приглашение на вступление.
В июле 2005 года генеральный секретарь ОЭСР Дональд Джонсон в интервью газете Financial Times призвал принять в организацию КНР, поскольку, по его мнению, вступление в ОЭСР крупных развивающихся стран необходимо, если организация хочет оставаться эффективной структурой, влияющей на формирование глобальной экономики: «Китай — крупнейший производитель стали в мире и оказывает серьёзное влияние на другие международные рынки сырья. Эта страна может стать крупнейшей экономикой в мире». Джонсон призвал исключить политические характеристики государств из рассмотрения при решении вопросов расширения ОЭСР: «Мы являемся экономической организацией, и мы должны иметь дело с экономическими вопросами. В прошлом у нас были диктатуры в ОЭСР — Португалия и Испания, нам приходилось иметь дело с военным режимом в Греции». Китай уже получил приглашение к участию в проводимом ОЭСР исследовании его экономики, что обычно является первым шагом к вступлению в организацию.
16 мая 2007 года по итогам двухдневного заседания ОЭСР в Париже для начала переговоров о членстве в Организации были приглашены: Эстония, Словения, Израиль и Чили, и в 2010 году все они были приняты в ОЭСР. Для переговоров о возможном расширении ОЭСР были приглашены Бразилия, Китай, Индия, Россия, Индонезия и Южно-Африканская Республика.
ОЭСР публикует отчёты по 40 странам каждые два года. Эти отчёты включают широкий анализ состояния экономик стран-участниц, содержат объективные научные данные и предложения. Турция по итогам этих исследований признана страной с самой сильной экономикой в ОЭСР в 2010 году, что было озвучено Генеральным секретарём Организации экономического сотрудничества и развития (ОЭСР) Анхелем Гурриа 14 сентября 2010 года.
Премьер-министр Украины Денис Шмыгаль в Лугано 5 июля 2022 года передал заявку Украины на вступление в ОЭСР генеральному секретарю Матиасу Корману.

## Россия и ОЭСР
В мае 2007 года руководство ОЭСР приняло решение о начале переговоров по членству России в ОЭСР.
Руководство России неоднократно отмечало, что по завершении переговоров о вступлении в ВТО процесс присоединения к ОЭСР будет активизирован. С августа 2012 Россия официально вступила в ВТО и начала переговоры о членстве в ОЭСР. В феврале 2013 года первый замглавы МИД РФ Андрей Денисов сообщил, что переговоры по вступлению в ОЭСР планируется завершить уже в 2013—2014 годах. Он также отметил, что никто не имеет планов по форсированию данных переговоров.
В январе 2014 года генеральный секретарь ОЭСР Хосе Анхель Гурриа сказал, что при выполнении всех необходимых условий Россия может вступить в организацию уже в 2015 году. Однако 13 марта 2014 года ОЭСР приостановила принятие России в члены на неопределённый срок из-за аннексии Крыма и войны на востоке Украины. При этом британский еженедельник The Economist высказал мнение о нежелательности приёма России в ОЭСР до тех пор, пока будет сохраняться антизападная направленность политики Кремля.
В феврале 2022 года ОЭСР в связи с вторжением России на Украину разорвала переговорный процесс о вступлении России в организацию.
Членство России в Агентстве по ядерной энергии ОЭСР было приостановлено 11 апреля 2022 года по решению руководящего органа ОЭСР, приостановка вступила в силу 11 мая.

## Чёрные списки
Подобно ФАТФ, ОЭСР также ведёт свои списки стран, которые осуществляют недобросовестную налоговую конкуренцию.
2 апреля 2009 года на встречу Большой двадцатки (G20) ОЭСР подготовила Текущий доклад об юрисдикциях, наблюдаемых глобальным форумом ОЭСР по введению налоговых стандартов, принятых на международном уровне. Согласованы на международном уровне налоговые стандарты, разработанные ОЭСР в сотрудничестве со странами, не являющимися членами этой организации, которые были утверждены на Встрече министров финансов «Большой двадцатки» (G20) в Берлине в 2004 году. Данные стандарты предусматривают обмен информацией по запросу по любым налоговым вопросам для администрирования и принуждения к соблюдению национального налогового законодательства вне зависимости от положений национального налогового законодательства о защите частной информации или банковской тайны для налоговых целей. Они также предусматривают расширенные механизмы для защиты конфиденциальности информации, которая вовлечена в процесс обмена. В этом Докладе ОЭСР разделила все государства на три категории.
Юрисдикции, которые в достаточной степени внедрили налоговые стандарты, принятые на международном уровне: Австралия, Американские Виргинские острова, Ангилья, Андорра, Антигуа и Барбуда, Аргентина, Аруба, Багамские Острова, Барбадос, Бахрейн, Белиз, Бельгия, Бермудские Острова, Бразилия, Британские Виргинские Острова, Бруней, Вануату, Великобритания, Венгрия, Гватемала, Германия, Гернси, Гибралтар, Гонконг, Гренада, Греция, Дания, Джерси, Доминика (Содружество Доминика), Израиль, Индонезия, Исландия, Испания, Италия, Каймановы Острова, Канада, Катар, Кипр, Китай (не включая Гонконг и Макао), Корея, Коста Рика, Кюрасао, Либерия, Лихтенштейн, Люксембург, Маврикий, Макао, Малайзия, Мальта, Маршалловы острова, Мексика, Монако, Монтсеррат, Нидерланды, Новая Зеландия, Норвегия, ОАЭ, Остров Мэн, Остров Сен-Мартен, Острова Кука, Панама, Польша, Португалия, Российская Федерация, Самоа, Сан-Марино, Сейшельские Острова, Сент-Винсент и Гренадины, Сент-Китс и Невис, Сент-Люсия, Сингапур, Словакия, Словения, США, Теркс и Кайкос, Турция, Уругвай, Филиппины, Финляндия, Франция, Чехия, Чили, Швейцария, Швеция, Эстония, ЮАР, Япония.
Юрисдикции, которые приняли на себя обязательства по принятию налоговых стандартов, утверждённых на международном уровне, но пока ещё не в достаточной мере их внедрившие: Науру, Ниуэ.
Юрисдикции, которые не приняли на себя обязательств по принятию налоговых стандартов, утверждённых на международном уровне: на 5 декабря 2012 года список был пуст.
В 2017 году чёрный список включал Маршалловы Острова и Тринидад и Тобаго. На октябрь 2018 года в чёрный список входили Коста-Рика, Лабуан, Уругвай, Филиппины.